# Мачаге, Соспитер Магита
Соспитер Магита Мачаге (англ. Sospeter Magita Machage; род. 10 октября 1956) ― кенийский государственный деятель, дипломат, врач. Чрезвычайный и полномочный посол Кении в Российской Федерации в 2005―2010 годах.

## Биография
Родился 10 октября 1956 года. Уехал учиться в СССР и в 1983 году окончил Крымский медицинский институт и стал хирургом. Также изучал международные отношения в Российском университете дружбы народов, получил диплом бакалавра, а затем и магистра.
Занимал должность заведующего госпиталем Трансмара в городе Килгорис. В 2005 году был назначен Чрезвычайным и полномочным послом Кении в Российской Федерации. Примерно тогда же сестра Мачаге, Миши Масика Мватсаху, была назначена послом Кении в Исламабаде, а его брат, Вильфред Мачаге уже был членом парламента и занимал должность помощника министра в Администрации президента. Одновременное занятие столь важных государственных постов членами одной семьи вызвало резонанс в кенийских СМИ.
Во время своей дипломатической работы побывал с рабочими визитами в Ростове-на-Дону, Самаре, Воронеже и Белгороде, где встречался с представителями органов власти и с представителями руководства местных университетов, с которыми обсуждал возможные пути развития сотрудничества и увеличения числа кенийских студентов в российских вузах.
Был отозван в июне 2010 года. На данный момент имеет врачебную практику.

### Семья
Супруга ― Людмила Ростиславовна Магита (1958―2017). Дети ― Корнелиус и Ольга, внуки ― Виктория и Рафаэль.